# 소르고노
소르고노(Sorgono, 사르데냐어: Sòrgono)는 이탈리아 사르데냐 주 누오로도에 있는 코무네이다. 칼리아리에서 북쪽으로 약 90 킬로미터 (56 mi), 누오로에서 남서쪽으로 약 35 킬로미터 (22 mi) 떨어져 있다. 2004년 12월 31일 기준 인구는 1,927명이며 면적은 56.2 제곱킬로미터 (21.7 mi2)이다.
소르고노는 다음 코무네와 접한다: 아트차라, 아우스티스, 벨비, 네오넬리, 오르투에리, 사무게오, 티아나 (사르데냐), 토나라.
소설가 D. H. 로런스는 1921년 소르고노를 방문했으며 바다와 사르데냐 5장에서 마을과 주민들을 묘사했다.

## 저명한 거주자
- 조반니 멜리스 포이스 - (1916-2009) 이곳에서 태어났다.
- 프란체스카 바라치우, MEP - 1966년 이곳에서 태어났다.[4]